# Raatvere
Raatvere – wieś w Estonii, w prowincji Jõgeva, w gminie Pala.